# Milano Serravalle-Milano Tangenziali
La Milano Serravalle - Milano Tangenziali S.p.A. è una azienda italiana che opera nel settore della gestione in concessione di tratti autostradali.
Ha sede ad Assago ed è concessionaria fino al 2028 della A7 da Milano a Serravalle Scrivia, di tre delle tangenziali del capoluogo lombardo (Ovest, Est, Nord), della Tangenziale di Pavia e del raccordo che congiunge questa con l'A7. La rete infrastrutturale da essa gestita copre oltre 180 chilometri di autostrada.

## Storia
È stata fondata il 28 luglio 1951 col nome di SpA per l'Autostrada Serravalle-Milano-Ponte Chiasso dai seguenti enti pubblici: Province, Comuni e Camera di Commercio di Milano, Genova, Pavia e Como e dal Consorzio Autonomo del porto di Genova (oggi Autorità Portuale di Genova). L'intento degli enti promotori, negli anni 50/60, era quello di collegare Genova alla Svizzera (Ponte Chiasso). Il 25 giugno del 1960 è stata aperta al traffico l'A7 (nel tratto compreso tra Milano e Serravalle Scrivia). Successivamente ha cambiato ragione sociale in Milano Mare-Milano Tangenziali, mettendo in risalto i due assi autostradali componenti l'attuale rete in esercizio: l'asse che collega Milano a Serravalle Scrivia e l'anello delle tangenziali milanesi. Dal 2005 ha assunto l'attuale denominazione.

### Passaggi azionari e relativi prezzi
Fra il 2002 e il 2004 il gruppo Gavio tentò la scalata alla società, secondo un'inchiesta del Corriere della Sera, grazie all'appoggio della giunta della provincia di Milano guidata dalla presidente di centro-destra Ombretta Colli, salvo poi vendere le quote acquistate quando la guida della provincia passò al presidente di centro-sinistra Filippo Penati. Il 9 maggio 2005 la Provincia di Milano acquisì dal Porto di Genova l'1,2% delle azioni al prezzo di 4,85 euro per azione.
Il 29 luglio 2005 la Provincia di Milano acquisì un ulteriore 15% di azioni dal gruppo piemontese al prezzo di 8,831 euro per azione., tale acquisizione è stata criticata dall'allora sindaco di Milano, Gabriele Albertini che la giudicava eccessivamente onerosa e non strategica (stante l'esistenza di un patto di sindacato fra comune e provincia). In seguito alle denunce di Albertini il Comune di Milano ottenne un indennizzo e relative spese legali per violato patto di Sindacato.. Nel 2010 la corte dei conti ha censurato l'acquisizione, al 2013, a seguito delle denunce presentate da Albertini, il caso è oggetto di indagini da parte della stessa Corte.
Il 26 novembre 2012 un'asta per l'alienazione delle azioni possedute da A.S.A.M. S.p.A., dal Comune di Milano, dalla Provincia di Como, dal Comune di Como, dalla Camera di Commercio Industria Artigianato e Agricoltura di Como, dalla Provincia di Pavia, dal Comune di Pavia e dalla Camera di Commercio Industria Artigianato e Agricoltura non ha raccolto alcuna offerta. Oggetto d'asta era l'82,12% del capitale sociale con una base d'asta di 4,45 euro per azione.
Dal 28 Luglio 2022 la società è controllata con socio unico FNM Group.

## Tratte autostradali gestite
| Simbolo | Nome autostrada | Altra denominazione                  | Tratto                                       | Lunghezza (km) |
| ------- | --------------- | ------------------------------------ | -------------------------------------------- | -------------- |
|         | Autostrada A7   | Autostrada dei Giovi / La Serravalle | Milano → Serravalle Scrivia                  | 84,5           |
|         | Autostrada A50  | Tangenziale Ovest di Milano          | Terrazzano (A8) → San Giuliano Milanese (A1) | 33,0           |
|         | Autostrada A51  | Tangenziale Est di Milano            | Usmate Velate → San Donato Milanese (A1)     | 29,3           |
|         | Autostrada A52  | Tangenziale Nord di Milano           | Sesto San Giovanni (A51) → Rho (A50)         | 20,0           |
|         | Autostrada A53  | Raccordo Autostradale di Pavia       | Pavia (A54) →Bereguardo (A7)                 | 9,1            |
|         | Autostrada A54  | Tangenziale Ovest di Pavia           | Pavia Nord → San Martino Siccomario          | 8,4            |

Il totale gestito è di 184,3 km.

## Principali azionisti
Le azioni dell'azienda sono così ripartite:
- FNM Group 100 %

## Dati societari
- Ragione sociale: Milano Serravalle-Milano Tangenziali S.p.A.
- Sede sociale: via del Bosco Rinnovato, 4/A - Assago (MI)
- Capitale sociale: 93.600.000 euro
- Codice fiscale e Iscrizione al Registro delle Imprese di Milano: 00772070157.
- Presidente: Elio Catania